# いちご白書 (テレビドラマ)
『いちご白書』（いちごはくしょ）はテレビ朝日系列で1993年1月11日～3月15日に月曜ドラマイン枠で放送されたテレビドラマ。
国民的美少女コンテスト出身の小田茜の初主演作品。準主人公の安室奈美恵（当時はSUPER MONKEY'Sのメンバー）と辺見えみりはこの作品がドラマ初出演となった。
アメリカの学園紛争を基にした同名映画、いちご白書とは無関係。

## キャスト
- 橋本茜：小田茜　母親が小説家になるため家出、父親と姉は不倫という問題ばかりを抱える
- 遠藤玲子：安室奈美恵　茜の親友。父親がラブホテルを経営する令嬢だが家庭環境に問題があり反発する
- 間宮知子：辺見えみり　茜の親友。幼い時に両親が離婚し母親と二人暮らし
- 芦田洋二：松岡昌宏　無口なバンドマンで茜の彼氏であるが一瞬の迷いで知子と浮気する
- 富樫冴子：とよた真帆　茜、玲子、知子の担任で茜の父親の不倫相手
- 間宮淑子：岡まゆみ　知子の母親で再婚相手との子供を妊娠中
- 武田純生：桜金造　知子の義理父で淑子の再婚相手
- 島崎直也：葛山信吾　玲子の幼馴染みで初恋の人、一時期茜の彼氏になるもふられる
- 田中俊子：山村美智子　茜の母親の親友で作家、レズビアンである
- 橋本真実：高橋里華　茜の姉、よく茜と喧嘩する、会社の上司と不倫中
- 小野田隆志：湯江健幸　茜の姉・真実の不倫相手
- 佐藤純一：岡安泰樹　知子の彼氏であるが一時期別れてしまうが復縁する
- 田島明彦：井上豪　玲子の彼氏でバイク事故死する
- 遠藤栄作：長塚京三　玲子の父親でラブホテル、バーを経営、玲子にはとても厳しい父親であるも娘思い
- 遠藤泰子：山本リンダ　玲子の母親で元モデル、破天荒な母親
- 橋本和江：市毛良枝　茜の母親、小説家の夢を諦めきれずに家庭を捨てる
- 橋本晋平：小野寺昭　茜の父親、4年間の海外出張から戻るも不倫

その他
※役名は無いが菅野美穂が女子高生として数秒出演している他、秋本奈緒美が真実の不倫相手・小野田の妻・美佐子役、小林稔侍が小田切刑事役として友情出演、金子賢が松岡演じる洋二のバンドメンバーとして出演

## スタッフ
- 脚本：神山由美子
- 演出：森田光則、松本健、根本実樹、岡田寧
- 音楽：小森田実
- オープニングテーマ：大黒摩季「チョット」
- エンディングテーマ：T-BOLAN「おさえきれないこの気持ち」
- 装飾：長谷川圭一
- 協力：東通、KHKアート、東京メディアシティ、国際放映
- 演出補：倉貫健二郎、中本輝、藤沢修
- プロデューサー補：次屋尚
- プロデューサー：小関明（テレビ朝日）、森田光則
- 制作：テレビ朝日、木下プロダクション

## サブタイトル
- 第1話　15才！バージンですか？　視聴率 9.5%
- 第2話　超過激!! ママが書いたHな…　視聴率 7.2%
- 第3話　ウチのママがレズ　視聴率 9.0%
- 第4話　H体験!! パジャマで告白　視聴率 9.7%
- 第5話　バレンタイン！恋人が友達とH…　視聴率 10.9%
- 第6話　ウソ－!! パパと先生がフリン　視聴率 10.4%
- 第7話　初体験!? あぶない朝帰り　視聴率 10.6%
- 第8話　グレてやる!! 金髪の不良少女　視聴率 10.1%
- 第9話　超衝撃!! 超キケンな反乱　視聴率 9.3%
- 第10話　初めてのH　視聴率 12.8%

## ネット局
| 放送対象地域  | 放送局             | 系列                          | 放送形態   | 放送時間帯         | 備考                                                                     |
| ------------- | ------------------ | ----------------------------- | ---------- | ------------------ | ------------------------------------------------------------------------ |
| 関東広域圏    | テレビ朝日         | テレビ朝日系列                | 同時ネット | 月曜 20:00 - 20:54 | 制作局                                                                   |
| 北海道        | 北海道テレビ       | テレビ朝日系列                | 同時ネット | 月曜 20:00 - 20:54 |                                                                          |
| 青森県        | 青森朝日放送       | テレビ朝日系列                | 同時ネット | 月曜 20:00 - 20:54 |                                                                          |
| 宮城県        | 東日本放送         | テレビ朝日系列                | 同時ネット | 月曜 20:00 - 20:54 |                                                                          |
| 秋田県        | 秋田朝日放送       | テレビ朝日系列                | 同時ネット | 月曜 20:00 - 20:54 |                                                                          |
| 山形県        | 山形放送           | 日本テレビ系列 テレビ朝日系列 | 遅れネット | 月曜 22:00 - 22:54 | キー局より2時間遅れネット。 本作を以て「月曜ドラマ・イン」のネットを終了 |
| 福島県        | 福島放送           | テレビ朝日系列                | 同時ネット | 月曜 20:00 - 20:54 |                                                                          |
| 新潟県        | 新潟テレビ21       | テレビ朝日系列                | 同時ネット | 月曜 20:00 - 20:54 |                                                                          |
| 長野県        | 長野朝日放送       | テレビ朝日系列                | 同時ネット | 月曜 20:00 - 20:54 |                                                                          |
| 静岡県        | 静岡けんみんテレビ | テレビ朝日系列                | 同時ネット | 月曜 20:00 - 20:54 | 現・静岡朝日テレビ                                                       |
| 石川県        | 北陸朝日放送       | テレビ朝日系列                | 同時ネット | 月曜 20:00 - 20:54 |                                                                          |
| 中京広域圏    | 名古屋テレビ       | テレビ朝日系列                | 同時ネット | 月曜 20:00 - 20:54 |                                                                          |
| 近畿広域圏    | 朝日放送           | テレビ朝日系列                | 同時ネット | 月曜 20:00 - 20:54 | 現・朝日放送テレビ                                                       |
| 広島県        | 広島ホームテレビ   | テレビ朝日系列                | 同時ネット | 月曜 20:00 - 20:54 |                                                                          |
| 香川県 岡山県 | 瀬戸内海放送       | テレビ朝日系列                | 同時ネット | 月曜 20:00 - 20:54 |                                                                          |
| 福岡県        | 九州朝日放送       | テレビ朝日系列                | 同時ネット | 月曜 20:00 - 20:54 |                                                                          |
| 長崎県        | 長崎文化放送       | テレビ朝日系列                | 同時ネット | 月曜 20:00 - 20:54 |                                                                          |
| 熊本県        | 熊本朝日放送       | テレビ朝日系列                | 同時ネット | 月曜 20:00 - 20:54 |                                                                          |
| 鹿児島県      | 鹿児島放送         | テレビ朝日系列                | 同時ネット | 月曜 20:00 - 20:54 |                                                                          |

| テレビ朝日系 月曜ドラマ・イン                      | テレビ朝日系 月曜ドラマ・イン          | テレビ朝日系 月曜ドラマ・イン            |
| 前番組                                             | 番組名                                 | 次番組                                   |
| -------------------------------------------------- | -------------------------------------- | ---------------------------------------- |
| 柴門ふみセレクション （1992年10月12日 - 12月21日） | いちご白書 （1993年1月11日 - 3月15日） | ツインズ教師 （1993年4月12日 - 6月28日） |